# FSC Jena

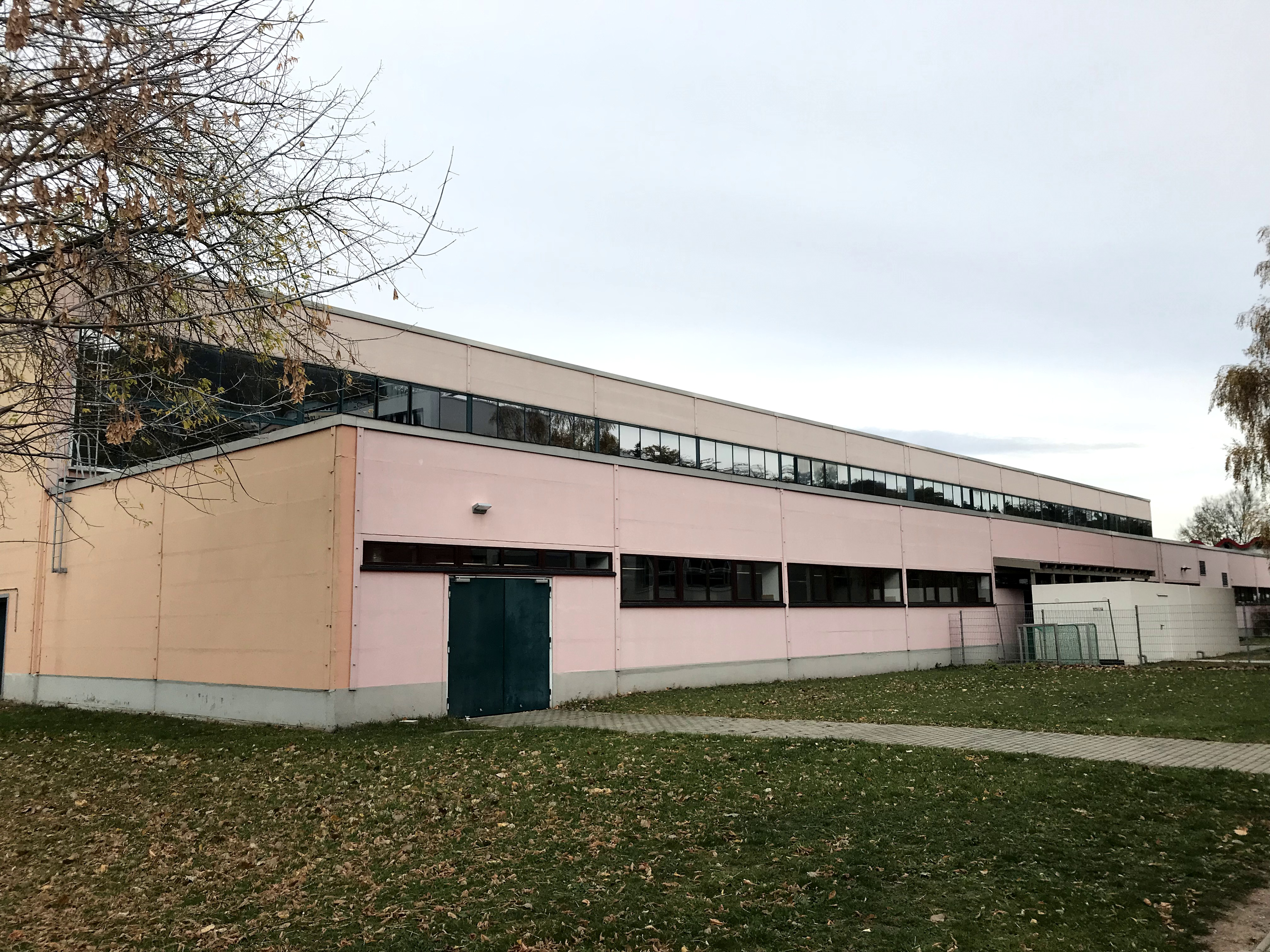
Fechthalle in Jena

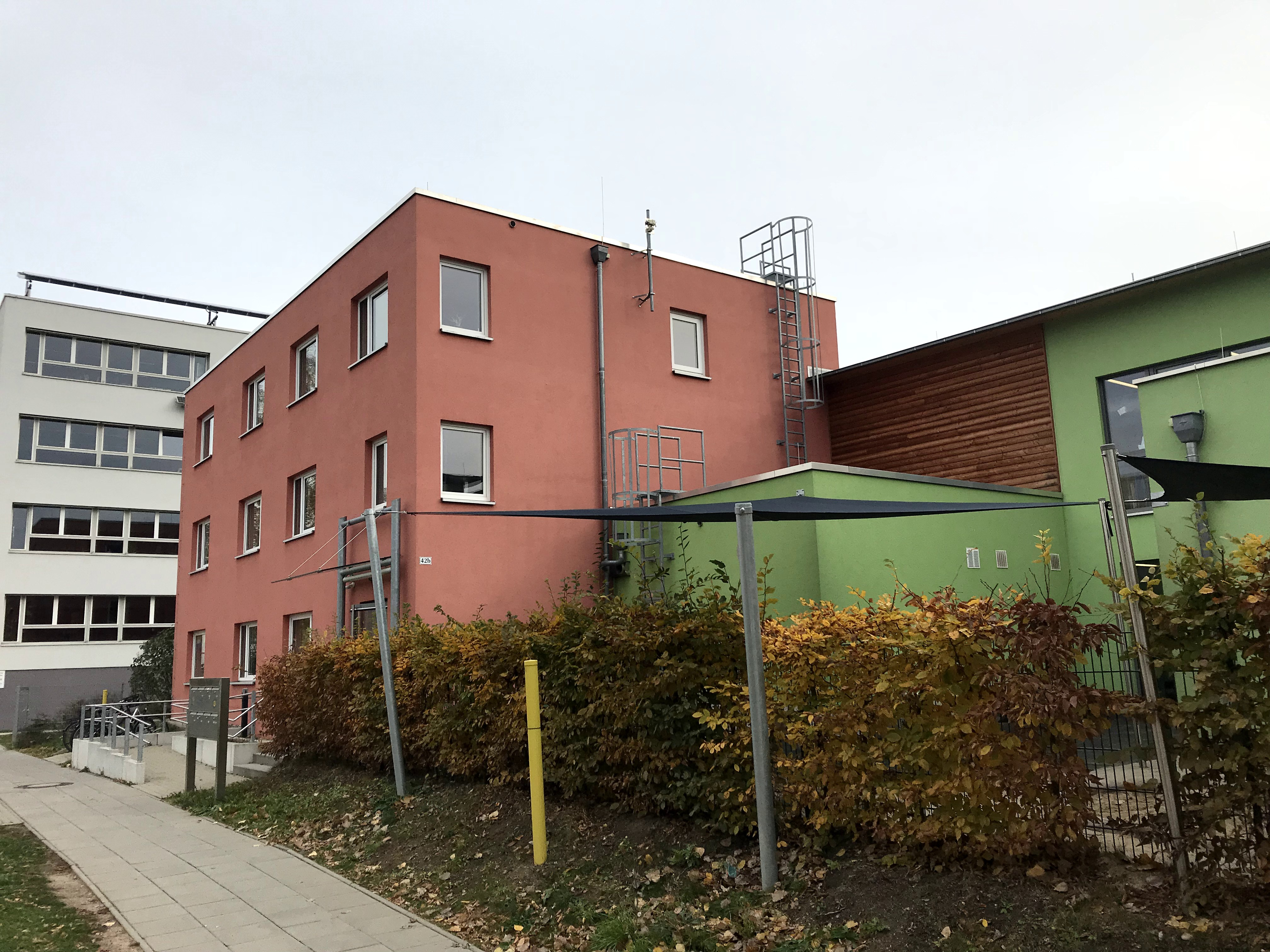
Geschäftsstelle des FSC Jena

Der FSC Jena ist ein Sportverein aus Jena und mit rund 150 Mitgliedern (Stand: Januar 2013) der mitgliederstärkste Fechtverein Thüringens. Er wurde am 3. Mai 2006 unter dem Namen
Fechtsportclub Jena aus der Abteilung Fechten des TuS Jena gegründet. Der FSC Jena ist zusammen mit dem Sportgymnasium Jena Träger des Nachwuchsleistungssportzentrums für Fechten in Thüringen. Der Verein bietet
Kindern, Jugendlichen und Erwachsenen die Sportart Fechten sowohl mit leistungssportlicher Orientierung als auch mit Freizeitcharakter auszuüben. Im Leistungsbereich konnten in der Vergangenheit zahlreiche Medaillen und Platzierungen bei Deutschen, sowie
Welt- und Europameisterschaften im Erwachsenen- und Jugendbereich erlangt werden.

## Erfolge im Erwachsenenbereich

### Deutschlandpokal Erwachsene Mannschaft
- 1. Platz Damenflorett 2007 Souline Blumenstein, Dorothee Granderath, Susanne Michaluk, Christiane Scharf[1]
- 1. Platz Herrenflorett 2019 Michael Stanek, Richard Dorow, Holger Labesch, Johannes Hufnagl

### Deutsche Meisterschaften Erwachsene Mannschaft
- 2. Platz Deutsche Mannschaftsmeisterschaften 2008 in Tauberbischofsheim in der Disziplin Herrenflorett Aktive Thomas Stanek, Michael Stanek, Robert Scholz, Janek Löbel
- 3. Platz Deutsche Mannschaftsmeisterschaften 2008 in Tauberbischofsheim in der Disziplin Damenflorett Aktive Souline Blumenstein, Katja Kliewer, Susanne Michaluk, Christiane Scharf
- 2. Platz Deutsche Mannschaftsmeisterschaften 2007 in Tauberbischofsheim in der Disziplin Herrenflorett Aktive Thomas Stanek, Michael Stanek, Robert Scholz, Janek Löbel

### Deutsche Meisterschaften Erwachsene Einzel
- 7. Platz Deutsche Meisterschaften 2008 in Tauberbischofsheim in der Disziplin Herrenflorett Aktive Michael Stanek[2]

- 1. Platz Deutsche Meisterschaften 2024 in Buchholz in der Disziplin Herrenflorett Veteran Michael Stanek[2]

### Deutschlandpokal
- 1. Platz Deutschlandpokal 2019
- 5. Platz Deutschlandpokal 2024

## Erfolge im Juniorenbereich

### Junioren-Welt- und -Europameisterschaften
- 4. Platz Weltmeisterschaften 2011 am Toten Meer (Jordanien) in der Disziplin Damenflorett Mannschaft Marike Wegener[3]
- 4. Platz Europameisterschaften 2007 in Posen in der Disziplin Herrenflorett Mannschaft Thomas Stanek[4]
- 4. Platz Weltmeisterschaften 2006 in Taebaek in der Disziplin Herrenflorett Mannschaft Thomas Stanek
- 1. Platz Europameisterschaften 2005 in Espinho in der Disziplin Herrenflorett Mannschaft Thomas Stanek
- 2. Platz Weltmeisterschaften 2005 in Linz in der Disziplin Herrenflorett Mannschaft Thomas Stanek

### Deutsche Meisterschaften Junioren Mannschaft
- 5. Platz Deutsche Mannschaftsmeisterschaften 2008 in Moers in der Disziplin Herrenflorett Junioren Janek Löbel, Florian Hein, Gerrit Machetanz
- 2. Platz Deutsche Mannschaftsmeisterschaften 2007 in Weinheim in der Disziplin Herrenflorett Junioren Thomas Stanek, Janek Löbel, Gerrit Machetanz, Stefan Bösemann

### Deutsche Meisterschaften Junioren Einzel
- 2. Platz Deutsche Meisterschaften 2012 in Bonn in der Disziplin Damenflorett Junioren Marike Wegener
- 2. Platz Deutsche Meisterschaften 2008 in Moers in der Disziplin Herrenflorett Junioren Janek Löbel[5]
- 1. Platz Deutsche Meisterschaften 2007 in Weinheim in der Disziplin Herrenflorett Junioren Thomas Stanek
- 3. Platz Deutsche Meisterschaften 2007 in Weinheim in der Disziplin Herrenflorett Junioren Janek Löbel

## Erfolge im Seniorenbereich

### Seniorenweltmeisterschaften
- 25. Platz in der Altersklasse 50+ in Poreč Carsten Dorow[6]